# Desmana moschata
Desmana moschata é uma espécie de mamífero da família Talpidae. É a única espécie do gênero Desmana. Pode ser encontrada nas bacias do rios Don, Volga e Ural, na Rússia, Ucrânia e Cazaquistão.
Trata-se de um pequeno mamífero semi-aquático insetívoro da família das toupeiras, a maior espécie da família, podendo chegar a 20 centímetros de comprimento no corpo e mais 20 na cauda, achatada lateralmente para ajudar na natação.
Apesar do ambiente aquático, este animal ainda é um bom cavador como suas primas toupeiras e costuma viver em pequenos grupos, caçando artrópodes, vermes e anfíbios nos rios e retornando para suas tocas na beira. Assim como a maioria das toupeiras, este animal é cego e caça utilizando sentidos aguçados de olfato e tato permitidos pela existência de um focinho longo e sensível.